# Old Town Road
"Old Town Road" là một bài hát của ca sĩ nhạc rap người Mỹ Lil Nas X. Ca khúc vốn được phát hành độc lập vào ngày 3 tháng 12 năm 2018 và sau đó trở nên phổ biến trên ứng dụng mạng xã hội chia sẻ video TikTok. Do đó, Lil Nas X kí hợp đồng với Columbia Records, công ty hiện đang phân phối đĩa đơn này. Bài hát được sản xuất bởi YoungKio và có chứa một đoạn nhạc mẫu từ ca khúc độc tấu nhạc cụ "34 Ghosts IV" của Nine Inch Nails. Các thành viên của nhóm nhạc này được ghi tên trong phần viết nhạc và sản xuất của bài hát. Bài hát cùng với các bản phối lại của nó được đưa vào EP đầu tay của Lil Nas X, 7.
"Old Town Road" có tổng cộng bốn bản phối lại chính thức, trong đó mỗi bản có sự tham gia của loạt nghệ sĩ khách mời khác nhau. Một bản phối lại của ca khúc với sự hợp tác của Billy Ray Cyrus được phát hành vào ngày 5 tháng 4 năm 2019. Bản phối lại thứ hai của bài hát, hợp tác với Billy Ray Cyrus và Diplo, được phát hành vào ngày 29 tháng 4 năm 2019. Một bản phối lại khác có sự tham gia của ca sĩ nhạc rap người Mỹ Young Thug và ca sĩ người Mỹ Mason Ramsey được phát hành vào ngày 12 tháng 7 năm 2019. Bản phối lại thứ tư với tựa đề "Seoul Town Road", hợp tác với ca sĩ nhạc rap người Hàn Quốc RM, được phát hành vào ngày 24 tháng 7 năm 2019.
Vào tháng 3 năm 2019, bài hát vươn đến vị trí thứ 19 trên bảng xếp hạng Billboard Hot Country Songs, trước khi tạp chí này loại nó ra khỏi bảng xếp hạng với lý do ca khúc không thuộc thể loại đồng quê, gây ra tranh cãi về định nghĩa của dòng nhạc này. Tuy bài hát không xuất hiện trở lại trên các bảng xếp hạng nhạc đồng quê tổng hợp, cả phiên bản gốc và phiên bản phối lại hợp tác với Billy Ray Cyrus cuối cùng đều đạt được vị trí quán quân trên bảng xếp hạng Hot 100 trong và phá vỡ kỷ lục với 19 tuần liên tiếp dẫn đầu bảng xếp hạng. "Old Town Road" cũng là bài hát đầu tiên đạt vị trí số 1 trên bảng xếp hạng Rolling Stone Top 100. Trên toàn cầu, các phiên bản của "Old Town Road" cũng giành vị trí quán quân trên các bảng xếp hạng đĩa đơn quốc gia của Úc, Canada, Pháp, Đức, Ireland, Hà Lan, New Zealand, Na Uy, Thụy Sĩ và Vương quốc Anh, đồng thời nằm trong top 10 tại các thị trường khác.

## Bối cảnh
Dòng nhạc rap đồng quê và thể loại con của nó, trap đồng quê, nổi lên trong âm nhạc đại chúng sau mixtape thử nghiệm của ca sĩ nhạc rap người Mỹ Young Thug Beautiful Thugger Girls (2017). Lil Nas X đã dẫn ra Young Thug là người đi tiên phong trong thể loại trap đồng quê. Vào tháng 5 năm 2018, Lil Tracy và Lil Uzi Vert khơi mào trở lại trào lưu này với đĩa đơn rap đồng quê "Like a Farmer (Remix)".
Năm 2018, Lil Nas X nghỉ học ở trường đại học để theo đuổi sự nghiệp âm nhạc, nhưng bị cha mẹ ngăn cản. Anh chuyển đến ở với chị gái và dành thời gian vào việc quảng bá âm nhạc của mình trên Internet, trong khi chỉ ngủ 3 tiếng mỗi đêm. Lil Nas X bắt đầu sáng tác "Old Town Road" sau khi cảm thấy mình đang "không còn lựa chọn." Lil Nas X cho biết sự nản lòng của chị gái và cha mẹ là nguồn cảm hứng cho phần điệp khúc của bài hát, "can't nobody tell me nothing." Trong khoảng thời gian viết bài hát, Lil Nas X đã thay đổi ý nghĩa của nó để "old town road" là một biểu tượng của sự thành công.
Nhà sản xuất ghi âm người Hà Lan YoungKio đã sản xuất giai điệu của bài hát một năm trước khi ca khúc được phát hành, và tải phần sản xuất này lên cửa hàng chuyên bán các bản beat trực tuyến của mình. Anh đã lấy mẫu bài hát "34 Ghosts IV" của Nine Inch Nails và giữ nguyên vẹn bài hát để thử thách bản thân thay vì cắt bỏ nó, và nói rằng anh "thật sự không có chút suy nghĩ nào về nhạc đồng quê với bài hát." Anh chưa từng biết đến Nine Inch Nails trước khi tình cờ nghe được "34 Ghosts IV". Lil Nas X đã mua phần beat từ YoungKio với giá 30 đô-la Mỹ, nhưng do các giao dịch mua hàng trên của hàng trực tuyến của mình đều là nặc danh, YoungKio không hề biết rằng bài hát đã được Lil Nas X mua cho đến khi anh nhìn thấy nó trong một meme trên Instagram vào tháng 12 năm 2018.

## Sáng tác
"Old Town Road" được nhiều tạp chí mô tả là một ca khúc rap đồng quê, đồng quê, trap, hoặc hip hop miền Nam. Lil Nas X cho biết anh thấy đây là một ca khúc "trap đồng quê". Được sản xuất bởi YoungKio, "Old Town Road" lấy mẫu từ bài hát "34 Ghosts IV" trong album phòng thu thứ sáu Ghosts I–IV (2008) của nhóm nhạc Nine Inch Nails. Các nhạc cụ gồm đàn banjo, trống Roland TR-808 theo phong cách trap và bass được sử dụng một cách rõ ràng xuyên suốt bài hát. Bài hát đã được so sánh với đĩa đơn "Like a Farmer" phát hành năm 2018 của Lil Tracy, ca khúc sau này đã được phối lại bởi Lil Uzi Vert. "Old Town Road" được sáng tác ở khóa Si trưởng với thứ tự hợp âm G♯7-Badd9-F♯sus4-E6. Ca khúc có nhịp độ xấp xỉ 68 nhịp trên phút.

## Phát hành và quảng bá
"Old Town Road" được phát hành độc lập thành đĩa đơn vào ngày 3 tháng 12 năm 2018, trong lúc meme "Yeehaw Agenda", một xu hướng về thời trang và văn hóa cao bồi, đang trở nên phổ biến. Danny Kang, người quản lý của nghệ sĩ nhạc đồng quê nổi tiếng trên mạng Mason Ramsey, đã ám chỉ với Rolling Stone rằng Lil Nas X xếp bài hát vào thể loại nhạc đồng quê trên SoundCloud và iTunes để điều khiển các thuật toán xếp hạng, vì việc đạt được vị trí quán quân trên các bảng xếp hạng nhạc đồng quê sẽ dễ dàng hơn so với các bảng xếp hạng hip hop/rap vốn đã bị lấn át. Lil Nas X bắt đầu tạo ra các meme để quảng bá cho "Old Town Road" trước khi ca khúc được người dùng TikTok lựa chọn. Toàn bộ video âm nhạc đầu tiên của bài hát là những đoạn phim và đoạn video ngắn lấy từ trò chơi hành động-phiêu lưu miền Viễn Tây Red Dead Redemption 2.
Bài hát tạo được sức hút vào cuối tháng 12 năm 2018 sau khi trở thành meme của thử thách "Yeehaw Challenge" trên TikTok, trong đó người sử dụng tạo ra các video ngắn với phần nhạc lấy từ bài hát. Thử thách này được cho là đã đưa bài hát ra mắt ở vị trí thứ 83 trên Billboard Hot 100, bảng xếp hạng mà bài hát đã thống trị ở vị trí số 1 từ đó đến nay. "Old Town Road" nhanh chóng trở nên phổ biến đến mức các trạm phát thanh phải tải xuống bản thu âm của nó từ YouTube. Vào ngày 22 tháng 3 2019, sự thành công của ca khúc đã giúp Lil Nas X kí được hợp đồng với Columbia Records, công ty hiện đang phân phối đĩa đơn này.

## Tranh cãi về việc phân loại dòng nhạc củaBillboard

Billboard (logo trong ảnh) đã gây tranh cãi khi gỡ bỏ "Old Town Road" khỏi bảng xếp hạng Hot Country Songs sau khi ca khúc ra mắt ở vị trí thứ 19.

"Old Town Road" đạt được một thành tích hiếm hoi trong lịch sử của bảng xếp hạng Billboard khi ca khúc này đồng thời xuất hiện trên các bảng xếp hạng Billboard Hot 100, Hot Country Songs và Hot R&B/Hip-Hop Songs vào tháng 3 năm 2019. Tuy nhiên, Billboard đã lặng lẽ loại bỏ "Old Town Road" khỏi các bảng xếp hạng Hot Country do "không [hội tụ] đủ các yếu tố của âm nhạc đồng quê ngày nay".
Lil Nas X phát biểu rằng anh đã "vô cùng thất vọng" về quyết định này. Trong một bài phỏng viến, phóng viên Andrew R. Chow của tạp chí Time nói về quyết định gỡ "Old Town Road" xuốn khỏi các bảng xếp hạng nhạc đồng quê của Billboard nhưng vẫn giữ ca khúc này trên bảng xếp hạng R&B/Hip-Hop chart, và hỏi Lil Nas X rằng liệu anh có cho rằng "Old Town Road" là một ca khúc nhạc đồng quê hay không. Lil Nas X trả lời: "Bài hát là một ca khúc trap đồng quê. Nó không phải là thể loại này, cũng không phải là thể loại còn lại. Nó là cả hai [thể loại]. Nó nên được xuất hiện trên cả hai [bảng xếp hạng]."
Sự loại trừ "Old Town Road" đã làm dấy lên những chỉ trích về việc đánh giá các tác phẩm âm nhạc của những nghệ sĩ không phải là người da trắng ở thể loại nhạc đồng quê, khi cây viết Elias Leight của Rolling Stone nhắc đến Beyoncé, một nghệ sĩ da màu khác có ca khúc "Daddy Lessons" không được Viện hàn lâm Khoa học và Nghệ thuật Thu âm Quốc gia công nhận là một ca khúc nhạc đồng quê vào năm 2016. Leight cũng chỉ ra những khó khăn khác mà các nghệ sĩ da màu gặp phải khi thực hiện các sản phâm âm nhạc đa thể loại, nhấn mạnh rằng album Death Race for Love (2019) của ca sĩ nhạc rap Juice Wrld "rất có thể đã trở thành một trong những album rock đạt thành công về mặt thương mại nhất của năm 2019", nhưng sẽ không bao giờ xuất hiện trên các bảng xếp hạng hay danh sách phát nhạc rock, một thể loại bị các nghệ sĩ da trắng chiếm ưu thế, giống như nhạc đồng quê. Theo ý kiến của Robert Christgau, "Việc gỡ bỏ 'Old Town Road' khỏi bảng xếp hạng nhạc đồng quê là một hành động thuần túy và đơn giản là phân biệt chủng tộc với tôi, vì các đài phát thanh nhạc đồng quê vẫn giữ thái độ kỳ thị chủng tộc, bất chấp các nghệ sĩ mà họ đã hỗ trợ phát triển sự nghiệp như Darius Rucker và Kane Brown." Sau khi tiếp nhận những chỉ trích, Billboard sau đó phát biểu rằng quyết định gỡ bỏ "Old Town Road" khỏi bảng xếp hạng Hot Country Songs không liên quan đến chủng tộc của Lil Nas X. Khi được hỏi có tin rằng quyết định của Billboard có biểu hiện của sự phân biệt chủng tộc hay không, Lil Nas X trả lời: "Tôi tin rằng mỗi khi bạn thử một điều gì đó mới mẻ, nó sẽ luôn luôn nhận được những phản hồi tiêu cực."
Dù bị gỡ khỏi các bảng xếp hạng nhạc đồng quê chính, "Old Town Road" vẫn xuất hiện trên Country Airplay của Billboard, ra mắt ở vị trí thứ 53 và đạt đến vị trí thứ 50 tính đến hiện tại. Trả lời về điều này, CEO Randy Goodman của Sony Music Nashville nói với Billboard rằng đội ngũ của ông đã bắt đầu thử nghiệm bài hát trên một số thị trường phát thanh nhạc đồng quê và nói thêm "sẽ là cẩu thả nếu bỏ qua ca khúc này".

## Diễn biến thương mại
Tại Hoa Kỳ, phiên bản gốc của "Old Town Road" leo lên vị trí quán quân của Billboard Hot 100 trong tuần lễ kết thúc ngày 4 tháng 4 năm 2019. Với thời lượng dài 1 phút 53 giây, ca khúc trở thành đĩa đơn quán quân có thời lượng ngắn nhất kể từ "I'm Henry VIII, I Am" của Herman's Hermits vào năm 1965 và là đĩa đơn quán quân có thời lượng ngắn thứ 5 trong lịch sử của bảng xếp hạng. Tuần kế tiếp, bản gốc và bản phối lại mới phát hành hợp tác cùng Billy Ray Cyrus nhận được tổng cộng 143 triệu lượt stream, vượt qua "In My Feelings" của Drake với 116,2 triệu lượt stream vào cùng kỳ năm 2018, trở thành ca khúc có lượng stream trong một tuần cao nhất ở quốc gia này. "Old Town Road" tiếp tục vượt qua mốc 100 triệu lượt stream mỗi tuần trong 8 tuần kế tiếp. Tính đến tháng 6 năm 2019, bài hát lần lượt giữ 3 vị trí cao nhất trong danh sách ca khúc có tổng lượt stream một tuần nhiều nhất tại Hoa Kỳ trong lịch sử nền âm nhạc kỹ thuật số, và chiếm tổng cộng 9 trong 11 vị trí của danh sách trên. Bài hát được chứng nhận 3 đĩa Bạch kim bởi RIAA vào ngày 10 tháng 5 năm 2019 cho doanh số đạt từ 3 triệu bản trở lên tại Hoa Kỳ.
"Old Town Road" đạt vị trí quán quân trên Hot 100 trong 19 tuần liên tiếp tính đến tháng 9 năm 2019. Số tuần ở vị trí quán quân của bài hát là nhiều nhất trong lịch sử của bảng xếp hạng, vượt qua kỷ lục 16 tuần trước đó của các ca khúc "One Sweet Day" (1995-96) của Mariah Carey và Boyz II Men, và "Despacito" (2017) của Luis Fonsi và Daddy Yankee hợp tác với Justin Bieber. Ở 8 trong số 17 tuần đó, ca khúc có tổng số điểm Hot 100 cao gấp đôi so với ca khúc đứng ở vị trí á quân. Đây là kỷ lục dài nhất của một đĩa đơn quán quân kể từ khi "I Will Always Love You" của Whitney Houston đạt được thành tích này trong 9 tuần giữa hai năm 1992 và 1993. "Old Town Road" cũng là bài hát hip hop dẫn đầu bảng xếp hạng lâu nhất trong lịch sử, vượt qua "Lose Yourself" của Eminem, "Boom Boom Pow" của the Black Eyed Peas và "See You Again" của Wiz Khalifa hợp tác với Charlie Puth, trong đó mỗi ca khúc có 12 tuần ở vị trí số 1. Đĩa đơn cũng đạt vị trí số 1 trên các bảng xếp hạng Billboard Hot R&B/Hip-Hop Songs, Rhythmic Songs và Dance/Mix Show Airplay. Tạp chí này sử dụng một vị trí duy nhất cho "Old Town Road" trên các bảng xếp hạng (bao gồm cả Hot 100), tổng hợp số liệu của tất cả các phiên bản khác nhau của bài hát và ghi tên nghệ sĩ thực hiện là Billy Ray Cyrus hợp tác với Lil Nas X.
Trên toàn cầu, phiên bản gốc của "Old Town Road" cũng đạt vị trí quán quân trên các bảng xếp hạng đĩa đơn toàn quốc của hơn 12 quốc gia—trong đó có Úc, Pháp, Đức, Ireland, Na Uy và Vương quốc Anh, với 2 tuần dẫn đầu bảng xếp hạng UK Singles Chart. Ca khúc cũng nằm trong top 10 của ít nhất 5 quốc gia khác. Bản phối lại hợp tác với Billy Ray Cyrus cũng đạt vị trí trong top 5 của hơn 6 quốc gia, trong đó có vị trí số 1 tại Canada. Cả hai phiên bản này của bài hát đều được ghi nhận là các đĩa đơn quán quân tại Bỉ và Hà Lan, và mỗi phiên bản đều đạt vị trí quán quân trên bảng xếp hạng đĩa đơn của New Zealand.

## Những người thực hiện
Thông tin lấy từ Tidal.
- Lil Nas X – nghệ sĩ chính
- YoungKio – sản xuất
- Trent Reznor – sản xuất của nhạc mẫu
- Atticus Ross – sản xuất của nhạc mẫu
- Cinco – kỹ sư ghi âm

## Xếp hạng và chứng nhận
| Bảng xếp hạng (2019)                     | Vị trí cao nhất |
| ---------------------------------------- | --------------- |
| Úc (ARIA)                                | 1               |
| Áo (Ö3 Austria Top 40)                   | 1               |
| Bỉ (Ultratop 50 Flanders)                | 1               |
| Bỉ (Ultratop 50 Wallonia)                | 1               |
| Brazil (Crowley Charts)                  | 78              |
| Canada (Canadian Hot 100)                | 3               |
| Cộng hòa Séc (Rádio Top 100)             | 82              |
| Cộng hòa Séc (Singles Digitál Top 100)   | 2               |
| Đan Mạch (Tracklisten)                   | 1               |
| Phần Lan (Suomen virallinen lista)       | 6               |
| Pháp (SNEP)                              | 1               |
| Đức (GfK)                                | 1               |
| Hy Lạp (IFPI)                            | 4               |
| Hungary (Single Top 40)                  | 1               |
| Hungary (Stream Top 40)                  | 1               |
| Ireland (IRMA)                           | 1               |
| Israel (Media Forest)                    | 6               |
| Hà Lan (Dutch Top 40)                    | 5               |
| Hà Lan (Single Top 100)                  | 1               |
| New Zealand (RMNZ)                       | 1               |
| Na Uy (VG-lista)                         | 1               |
| Ba Lan (Polish Airplay Top 100)          | 8               |
| Bồ Đào Nha (AFP)                         | 1               |
| Scotland (OCC)                           | 1               |
| Slovakia (Singles Digitál Top 100)       | 2               |
| Tây Ban Nha (PROMUSICAE)                 | 62              |
| Thụy Điển (Sverigetopplistan)            | 2               |
| Thụy Sĩ (Schweizer Hitparade)            | 1               |
| Anh Quốc (OCC)                           | 1               |
| Hoa Kỳ Billboard Hot 100                 | 1               |
| Hoa Kỳ Adult Top 40 (Billboard)          | 31              |
| Hoa Kỳ Country Airplay (Billboard)       | 50              |
| Hoa Kỳ Hot Country Songs (Billboard)     | 19              |
| Hoa Kỳ Hot R&B/Hip-Hop Songs (Billboard) | 1               |
| Hoa Kỳ Mainstream Top 40 (Billboard)     | 30              |
| Hoa Kỳ Rhythmic (Billboard)              | 23              |
| Hoa Kỳ Rolling Stone Top 100             | 1               |

| Quốc gia | Chứng nhận  | Số đơn vị/doanh số chứng nhận |
| --- | ----------- | ----------------------------- |
| Úc (ARIA) | 6× Bạch kim | 420.000‡                      |
| Bỉ (BEA) | 2× Bạch kim | 80.000‡                       |
| Đan Mạch (IFPI Đan Mạch) | Vàng        | 45.000‡                       |
| Pháp (SNEP) | Kim cương   | 333.333‡                      |
| Đức (BVMI) | Bạch kim    | 300.000‡                      |
| Ý (FIMI) | 2× Bạch kim | 100.000‡                      |
| New Zealand (RMNZ) | 3× Bạch kim | 90.000‡                       |
| Ba Lan (ZPAV) | Bạch kim    | 20.000‡                       |
| Bồ Đào Nha (AFP) | 2× Bạch kim | 20.000‡                       |
| Tây Ban Nha (PROMUSICAE) | Vàng        | 20.000‡                       |
| Thụy Điển (GLF) | 2× Bạch kim | 160.000                       |
| Anh Quốc (BPI) | Bạch kim    | 600.000‡                      |
| Hoa Kỳ (RIAA) | 3× Bạch kim | 3.000.000‡                    |
| * Chứng nhận dựa theo doanh số tiêu thụ. ^ Chứng nhận dựa theo doanh số nhập hàng. ‡ Chứng nhận dựa theo doanh số tiêu thụ và phát trực tuyến. |             |                               |

## Bản phối lại của Billy Ray Cyrus
"Old Town Road (Remix)", hợp tác với ca sĩ nhạc đồng quê người Mỹ Billy Ray Cyrus, là bản phối lại chính thức đầu tiên được phát hành của "Old Town Road". Ca khúc được phát hành vào ngày 5 tháng 4 năm 2019 bởi Columbia Records. Bản phối này được ghi âm để giúp "Old Town Road" được công nhận là một ca khúc thuộc thể loại nhạc đồng quê. Bản phối lại cùng bản gốc của bài hát đều nằm trong EP đầu tay của Lil Nas X, 7.

### Bối cảnh
Vào tháng 12 năm 2018, một ngày sau khi phát hành phiên bản gốc, Lil Nas X chia sẻ trên Twitter rằng anh muốn Billy Ray Cyrus tham gia trong bài hát. Người điều hành Ron Perry của Columbia Records đã đến tìm gặp vợ của Cyrus, bà Tish Cyrus, và nói rằng ông muốn Cyrus nghe thử "Old Town Road". Cyrus lần đầu nghe được bài hát khi Tish bật nó cho ông nghe lúc ông đang uống cà phê vào ngày 16 tháng 3 năm 2019.
Billy Ray Cyrus trả lời những bình luận của Lil Nas X rằng ông yêu thích phiên bản gốc ngay từ lần đầu ông nghe nó. Billy Ray Cyrus cũng đề cập rằng ông thấy mình có kết nối với bài hát khi nghe nó lần đầu, và liên hệ "old town road" với Old Town Bridge ở Argillite, Kentucky, nơi ông từng chơi nhạc khi còn là một đứa trẻ. Phản hồi lại việc Billboard gỡ bỏ "Old Town Road" khỏi bảng xếp hạng Hot Country Songs, trên Twitter, Billy Ray Cyrus thể hiện sự ủng hộ với Lil Nas X và nhấn mạnh rằng sự gỡ bỏ này đã đưa anh lên vị trí của những nghệ sĩ xuất sắc mà không tuân theo các quy chuẩn như chính ông. Bản phối lại này đã trải qua 19 tuần liên tiếp ở vị trí quán quân trên Hot 100 tính đến ấn bản ngày 17 tháng 8, vượt qua đĩa đơn có vị trí xếp hạng cao nhất của Billy Ray Cyrus tại Hoa Kỳ, "Achy Breaky Heart" với vị trí thứ 4 vào năm 1992.

### Những người thực hiện
Thông tin lấy từ Tidal.
- Lil Nas X – nghệ sĩ chính
- Billy Ray Cyrus – nghệ sĩ hợp tác
- Jocelyn "Jozzy" Donald – hát đệm
- YoungKio – sản xuất
- Trent Reznor – sản xuất nhạc mẫu
- Atticus Ross – sản xuất nhạc mẫu
- Andrew "VoxGod" Bolooki – sản xuất giọng hát
- Joe Grasso – kỹ sư
- Cinco – kỹ sư ghi âm
- Eric Lagg – kỹ sư master

### Xếp hạng
| Bảng xếp hạng (2019)                      | Vị trí cao nhất |
| ----------------------------------------- | --------------- |
| Argentina (Argentina Hot 100)             | 85              |
| Bỉ (Ultratop 50 Flanders)                 | 1               |
| Bỉ (Ultratop 50 Wallonia)                 | 1               |
| Canada (Canadian Hot 100)                 | 1               |
| Colombia (National-Report)                | 59              |
| CIS (Tophit)                              | 21              |
| Cộng hòa Séc (Singles Digitál Top 100)    | 3               |
| Đan Mạch (Tracklisten)                    | 2               |
| Phần Lan (Suomen virallinen lista)        | 5               |
| Hy Lạp (IFPI)                             | 3               |
| Israel (Media Forest)                     | 4               |
| Ý (FIMI)                                  | 3               |
| Malaysia (RIM)                            | 11              |
| Mexico Ingles Airplay (Billboard)         | 1               |
| Hà Lan (Dutch Top 40)                     | 5               |
| Hà Lan (Single Top 100)                   | 1               |
| New Zealand (Recorded Music NZ)           | 1               |
| Romani (Airplay 100)                      | 12              |
| Nga Airplay (Tophit)                      | 90              |
| Singapore (RIAS)                          | 13              |
| Slovakia (Singles Digitál Top 100)        | 2               |
| Tây Ban Nha (PROMUSICAE)                  | 65              |
| Hoa Kỳ Billboard Hot 100                  | 1               |
| Hoa Kỳ Adult Pop Airplay (Billboard)      | 16              |
| Hoa Kỳ Country Airplay (Billboard)        | 50              |
| Hoa Kỳ Dance Club Songs (Billboard)       | 34              |
| Hoa Kỳ Dance/Mix Show Airplay (Billboard) | 1               |
| Hoa Kỳ Hot R&B/Hip-Hop Songs (Billboard)  | 1               |
| Hoa Kỳ Pop Airplay (Billboard)            | 3               |
| Hoa Kỳ Rhythmic (Billboard)               | 1               |

| Bảng xếp hạng (2019)                 | Vị trí cao nhất |
| ------------------------------------ | --------------- |
| Brazil Streaming (Pro-Música Brasil) | 2               |

### Video âm nhạc
Video âm nhạc cho bản phối lại ra mắt vào ngày 17 tháng 5 năm 2019. Các khách mời xuất hiện trong video gồm Chris Rock, Haha Davis, Rico Nasty, Diplo, Jozzy, Young Kio và Vince Staples. Trong video âm nhạc, Lil Nas X và Billy Ray Cyrus là các cao bồi đi xuyên thời gian từ miền Tây nước Mỹ vào năm 1889 đến thời điểm hiện tại ở một thị trấn có tên gọi Old Town Road, nơi hai người tương tác với những người dân địa phương.

## Bản phối lại của Young Thug và Mason Ramsey
Một bản phối lại chính thức thứ ba của "Old Town Road", theo sau bản phối lại chính thức thứ hai của Diplo vào tháng 4 năm 2019, được phát hành vào ngày 12 tháng 7 năm 2019. Bản phối lại này giữ vai trò nghệ sĩ khách mời của Billy Ray Cyrus và bổ sung ca sĩ nhạc rap người Mỹ Young Thug và ca sĩ người Mỹ Mason Ramsey. Bản phối được phát hành trong một nỗ lực để giữ vững "Old Town Road" ở vị trí số 1 trên bảng xếp hạng Billboard Hot 100, khi ca khúc này chỉ còn một tuần trước khi cân bằng kỷ lục mọi thời đại trên Hot 100 được nắm giữ bởi "One Sweet Day" của Mariah Carey hợp tác với Boyz II Men, và "Despacito" của Luis Fonsi hợp tác với Daddy Yankee. Ca khúc khi đó cũng còn 3 tuần để phá vỡ kỷ lục này.

### Bối cảnh
Vào ngày 9 tháng 4 năm 2019, một bản phối lại thứ ba của "Old Town Road" với sự hợp tác của Young Thug được chính Lil Nas X và Young Thug tiết lộ trước. Ngày 2 tháng 7 năm 2019, Lil Nas X một lần nữa hé lộ về bản phối lại với dòng tweet "🤠X🐍". Lil Nas X phát hành ảnh bìa cho bản phối lại cuối cùng của "Old Town Road" vào ngày 11 tháng 7 năm 2019 và cho biết rằng bản phối lại sẽ được phát hành trong vòng vài giờ.
Young Thug được biết đến với việc đem chất liệu trap đồng quê vào âm nhạc đại chúng với mixtape thử nghiệm Beautiful Thugger Girls phát hành năm 2017. Lil Nas X cũng công nhận anh là người đi tiên phong trong việc xây dựng cầu nối giữa nhạc đồng quê và nhạc trap. Trong một bài phỏng vấn với Billboard vào tháng 3 năm 2019, nhà sản xuất YoungKio được hỏi về người mà anh muốn hợp tác khi thực hiện một bản phối lại của "Old Town Road". Anh trả lời rằng anh muốn ca sĩ nhạc rap này và phát biểu "Tôi đã nghe từng bài hát của anh ấy, và tôi nghĩ rằng anh ấy thích hợp để thực hiện bản phối lại này. Tôi đã nghe Beautiful Thugger Girls, và anh ấy có chút chất nhạc đồng quê trong đó."

### Ảnh bìa
Ảnh bìa giữ lại hình con ngựa đen đại diện cho Lil Nas X và con ngựa màu nâu cam đại diện cho Billy Ray Cyrus từ bìa của các bản phối lại trước đó. Hình con ngựa màu xanh lá cây nhớt đại điện cho Young Thug, người thành lập hãng ghi âm Young Slime Life. Trên ảnh bìa cũng có hình con ngựa con màu kem trắng, được phỏng đoán là đại diện cho Miley Cyrus hoặc Noah Cyrus. Tuy nhiên, sau đó hình này được tiết lộ là đại diện cho Mason Ramsey.

### Danh sách bài hát
Danh sách bài hát của đĩa đơn vinyl 7 inch.
| Mặt A | Mặt A                                                                             | Mặt A      |
| STT   | Nhan đề                                                                           | Thời lượng |
| ----- | --------------------------------------------------------------------------------- | ---------- |
| 1.    | "Old Town Road (Remix)" (hợp tác với Billy Ray Cyrus, Young Thug và Mason Ramsey) | 2:51       |
| 2.    | "Old Town Road (Remix)" (hợp tác với Billy Ray Cyrus)                             | 2:37       |

| Mặt B            | Mặt B                                                  | Mặt B      |
| STT              | Nhan đề                                                | Thời lượng |
| ---------------- | ------------------------------------------------------ | ---------- |
| 1.               | "Old Town Road"                                        | 1:53       |
| 2.               | "Old Town Road (Remix)" (với Billy Ray Cyrus và Diplo) | 3:24       |
| Tổng thời lượng: | Tổng thời lượng:                                       | 10:45      |

### Những người thực hiện
Thông tin lấy từ Tidal.
- Lil Nas X – nghệ sĩ chính
- Billy Ray Cyrus – nghệ sĩ chính
- Young Thug – nghệ sĩ hợp tác, người phối lại
- Mason Ramsey – nghệ sĩ hợp tác
- Jocelyn "Jozzy" Donald – hát đệm
- YoungKio – sản xuất
- Trent Reznor – sản xuất nhạc mẫu
- Atticus Ross – sản xuất nhạc mẫu
- Andrew "VoxGod" Bolooki – sản xuất giọng hát
- Alex Tumay – sản xuất giọng hát
- Joey Moi – sản xuất giọng hát
- Joe Grasso – kỹ sư
- Cinco – kỹ sư ghi âm
- A 'Bainz' – kỹ sư ghi âm
- Shaan Singh – kỹ sư ghi âm
- Eric Lagg – kỹ sư master

## Các bản phối lại khác

### Bản phối lại của Diplo
Bản phối lại chính thức thứ hai của đĩa đơn, "Old Town Road (Diplo Remix)", được phát hành vào ngày 29 tháng 4 năm 2019 với sự hợp tác sản xuất của DJ người Mỹ Diplo. Trang web nhạc đồng quê The Boot mô tả nó là "một bản phối lại của [một] bản phối lại" do nó vẫn giữ lại phần hát của Billy Ray Cyrus.
Trước bản phối lại thứ hai, trong thời gian gần đây, Diplo đã sản xuất nhạc đồng quê dưới nghệ danh Thomas Wesley. Bản phối lại ra mắt khán giả trong danh sách nhạc của Diplo cho lễ hội âm nhạc đồng quê Stagecoach Festival, cùng với màn biểu diễn trực tiếp "Old Town Road" đầu tiên của Lil Nas X và Billy Ray Cyrus. Ngay trước sự xuất hiện bất ngờ trên sân khấu của Lil Nas X và Cyrus tại Stagecoach 2019, Diplo đã phát biểu: "Để tôi nói cho bạn biết nhé, ["Old Town Road" là] một bài hát nhạc đồng quê."

#### Xếp hạng
| Bảng xếp hạng tuần (2019)      | Vị trí cao nhất |
| ------------------------------ | --------------- |
| New Zealand Hot Singles (RMNZ) | 24              |

### Bản phối lại của RM (BTS)
Bản phối lại chính thức thứ tư của đĩa đơn, "Seoul Town Road (Old Town Road Remix)", được phát hành vào ngày 24 tháng 7 năm 2019 với sự tham gia của ca sĩ nhạc rap người Hàn Quốc RM của nhóm nhạc BTS. Lil Nas X cho biết "Seoul Town Road" sẽ là bản phối lại cuối cùng của bài hát. Đây là bản phối lại chính thức duy nhất không có sự góp mặt của Cyrus. Bản phối lại của RM đạt đến vị trí thứ 8 trên bảng xếp hạng RMNZ New Zealand Hot Singles.

### Bản phối lại của Cupcakke
Ca sĩ nhạc rap người Mỹ Cupcakke phát hành bản phối lại "Old Town Road" không chính thức của cô với tựa đề "Old Town Hoe" vào ngày 17 tháng 4 năm 2019. Bản phối này thể hiện lại đoạn hát "I'm gonna ride 'til I can't no more" với sự khêu gợi tình dục rõ ràng. Sau đó, một video âm nhạc được phát hành trong tháng 5 năm 2019, với cảnh Cupcakke và các vũ công phụ đang cưỡi những con ngựa đồ chơi và cầm trên tay những đồ vật gợi nhắc đến dương vật, gồm kẹo mút, chai nước và bắp ngô. Lil Nas X đã thể hiện phản hồi tích cực về bản phối lại này.